# (261) Prymno
(261) Prymno – planetoida z pasa głównego asteroid okrążająca Słońce w ciągu 3 lat i 205 dni w średniej odległości 2,33 j.a. Została odkryta 31 października 1886 roku w Clinton położonym w hrabstwie Oneida w stanie Nowy Jork przez Christiana Petersa. Nazwa planetoidy pochodzi od nimfy Prymno, jednej z Okeanid w mitologii greckiej.